# روضة سدير (المجمعة)
روضة سدير، هي قرية من فئة (أ) تقع في محافظة المجمعة، التابعة لمنطقة الرياض في السعودية، تبلغ مساحتها 220 كم2، وتبعد عن الرياض مسافة 155 كم، من جهة الشمال الغربي.